# Mino Fiocchi
Giacomo Fiocchi, (28 de septiembre de 1893 en Lecco - 2 de septiembre de 1983 en Milán) fue uno de los arquitectos más destacados del Lago de Como. Su trabajo se caracteriza por la integración armoniosa de la arquitectura moderna con el entorno natural, especialmente en las regiones prealpinas y lacustres de Italia. Sus obras se caracterizan por una fusión armoniosa entre la arquitectura moderna y el contexto natural en el que están insertas, especialmente en las regiones prealpinas y lacustres.

## Biografía
Mino Fiocchi, quinto de ocho hijos de una familia de empresarios activos en el sector industrial en Lecco, se graduó en arquitectura en 1919 tras regresar del frente de la Primera Guerra Mundial. Durante el conflicto, Fiocchi sirvió en el Véneto, donde tuvo la oportunidad de estudiar de cerca las obras de Andrea Palladio, lo que influyó profundamente en su visión arquitectónica.
Después de graduarse, se unió al grupo S. Orsola con Gio Ponti, Giovanni Muzio y Emilio Lancia, compartiendo una pasión por la tradición clásica combinada con un enfoque moderno. Sin embargo, a diferencia de muchos de sus contemporáneos, Fiocchi trabajó principalmente de forma independiente, excepto por la colaboración en la Triennale de Milán de 1933, donde experimentó con un lenguaje arquitectónico más moderno.

## Premios
En la IV Exposición Trienal de Monza de 1930, recibió la Medalla de Oro de la Arquitectura Italiana por Villa Fiocchi en Mandello del Lario, en el Lago de Como.

## Estilo
Fiocchi creó un estilo basado en los principios de orden y simplicidad de la arquitectura clásica, vistos a través de la perspectiva metafísica del primer modernismo. Este movimiento tomará el nombre de "Novecento milanese" y se presentará como una alternativa al racionalismo de los arquitectos más jóvenes, como Franco Albini, Ignazio Gardella, Giuseppe Terragni y el grupo BBPR (G.L. Banfi, Lina Bo Bardi, Enrico Peressutti y Ernesto Nathan Rogers).
Mino Fiocchi desarrolló un estilo personal de simplificación formal de los elementos clásicos de la arquitectura; trabajó toda su vida siguiendo un proceso de estudio y de reutilización de formas tomadas principalmente de la arquitectura palladiana y de la arquitectura neoclásica lombarda. Mantuvo una rigurosa coherencia en sus elecciones, dibujando toda su obra con el mismo preciso trazo a lápiz.

## Obras principales
- Villa Fiocchi (1953), Mandello del Lario: un ejemplo representativo del racionalismo del Lago de Como.[5]
- Villa Falck, Mandello del Lario: otra obra significativa que muestra la integración de la arquitectura con el paisaje natural[6]
- Casa Bolis (1940), Lecco: una villa que expresa el racionalismo del Lago de Como.
- Casa Ticozzi Figini, Lecco.
- Casa Gilardi (1935), Lecco, en colaboración con Giovanni Romano.
- Casa Gaio (1935), Lecco.

## Estilo arquitectónico
El estilo de Fiocchi está fuertemente influenciado por el racionalismo, con un énfasis en el equilibrio entre formas geométricas simples y la integración con el entorno circundante. El uso del contexto natural como "material de construcción" es un tema recurrente en su trabajo, que busca respetar y valorar el paisaje prealpino y lacustre en el que operaba.